# 波氏肖峭
波氏肖峭（学名：Tetragnatha potanini）为肖峭科肖峭属的动物。在中国大陆，分布于内蒙古等地。该物种的模式产地在内蒙。